# Dioscorea floridana
Dioscorea floridana är en enhjärtbladig växtart som beskrevs av Harley Harris Bartlett. Dioscorea floridana ingår i släktet Dioscorea och familjen Dioscoreaceae. Inga underarter finns listade i Catalogue of Life.